# Neomonodes bertha
Neomonodes bertha là một loài bướm đêm trong họ Noctuidae.